# Chatrán
Koneko Monogatari, conocida también como Chatrán, Las aventuras de Chatrán y The Adventures of Chatran, es una película japonesa de aventuras de 1986 dirigida por Masanori Hata. Fue musicalizada por Ryuichi Sakamoto. Se estrenó y difundió en Japón el 12 de julio de 1986, en los Estados Unidos, Latinoamérica y otros países se estrenó a partir de 1989. Existe una versión alternativa del film con el título cambiado a The Adventures of Milo and Otis ("Las aventuras de Milo y Otis") editada en los Estados Unidos con escenas diferentes. En esta segunda versión los protagonistas cambian sus nombres a Milo (Chatrán) y Otis (Pousquet), la película abandona el sonido ambiente y la música tranquila para convertirse en una historia relatada con mayor protagonismo del perro Otis. 

## Argumento
La película relata la historia de un gato barcino de color dorado, de nombre Chatrán, que vivía en una granja junto con su mamá, una gata calicó, y sus hermanitos de su mismo color; era, además, amigo de todos los animales de la granja, entre ellos, Pousquet, un perro de baja estatura, de raza pug, quien fue su íntimo y mejor amigo.
Cuando jugaban a las escondidas, Chatrán se esconde de Pousquet en una caja a orillas de un río, la corriente lo arrastra. Pousquet intenta rescatarlo, pero no logra alcanzarlo. A partir de ese momento, la película muestra como Chatrán y Pousquet comienzan una nueva vida, creciendo lejos de sus familias y amigos, teniendo que hacerse valer por sí mismos en la vida para seguir adelante.
Ambos atraviesan diversos peligros; habiendo dos reencuentros del gato y el perro y, finalmente, cuando Chatrán encuentra novia, una gata blanca llamada Joyce, Pousquet está celoso y abandona a Chatrán, que también encuentra en su camino a su novia una perra de su misma raza llamada Sondra. Chatrán y Pousquet, finalmente tienen hijos y hacen su tercer reencuentro.

## Reparto
| Actor           | Personaje          | Notas |
| --------------- | ------------------ | ----- |
| Dudley Moore    | Narrador           | Voz   |
| Chatran         | Él mismo           |       |
| Kyôko Koizumi   | Recitación poética | Voz   |
| Pû              | Él mismo           |       |
| Shigeru Tsuyuki | Narrador           | Voz   |

## Producción
Masanori Hata, el director de Chatrán, es un zoólogo japonés graduado de la Universidad de Tokio, ensayista, y director. 
Trabajó como documentalista filmando diferentes documentales sobre la naturaleza.
Posteriormente se mudó con su familia a la costa este de Hokkaidō donde estableció la reserva natural Reino Animal Mutsugorō. 
Es el autor de más de 100 libros, incluyendo colecciones de sus ensayos sobre la naturaleza en Mutsugorō tales como «Warera dōbutsu mina kyōdai» (Todos Nosotros los Animales somos Hermanos y Hermanas, 1967) y «Mutsogorō no hakubutsushi» (La Historia Natural de Mutsugoro, 1975).
Para filmar Chatrán, Hata y su director asociado Kon Ichikawa filmaron más de 120 kilómetros de película en la reserva Reino Animal Mutsugorō durante un período de 4 años, al estilo documental, los cuales fueron posteriormente editados como una película de 90 minutos.

## Controversia
La película se realizó meramente con animales reales al no contarse en esos días con las técnicas actuales de animación computarizada. Por este motivo, en muchas escenas se puso en riesgo la vida de los extras (se usaron alrededor de 14 gatos).[cita requerida] Es fácil identificar estas escenas por los cortes abruptos que le dan fin, producto de una urgente necesidad de sacar de aprietos al felino devenido en actor.[cita requerida] Algunos detractores del film aseguran que se emplearon 65 gatos distintos para ir reemplazando los que morían durante el rodaje.
Existen muchos rumores, nunca comprobados, sobre maltrato de animales durante la filmación de la película. El origen de
los rumores fueron alegatos presentados por distintas organizaciones australianas de derechos animales posteriores al estreno en Australia. La película es de origen japonés, pero la versión conocida en el resto del mundo es la editada en EE. UU. por Marisol Danta. Los "cortes abruptos" son de la edición norteamericana de 76 minutos, contra la versión original de 90 minutos: Viendo ambas versiones, la original japonesa contra la reedición norteamericana, se aprecia que son bastante diferentes. Mientras la versión japonesa es muy tranquila, la versión norteamericana se editó pensando en hacerla más dinámica. En la nueva versión, nuestro protagonista era más aventurero y su vida corría más riesgo. Estas imágenes, que no aparecen en la versión original, fueron logradas a través de la edición.

## Premios
- The Japanese Academy (1987)
  - Ganador: Popularity Award Most Popular Film
  - Nominado: Award of the Japanese Academy Best Music Score (Ryuichi Sakamoto)
- Young Artist Awards (1990)
  - Nominado: Young Artist Award Best Family Motion Picture – Adventure